# The Masked Singer (Vereinigte Staaten)/Staffel 11
Die elfte Staffel der US-amerikanischen Musikshow The Masked Singer wurde vom 6. März bis zum 22. Mai 2024 auf Fox ausgestrahlt. Moderiert wurde sie von Nick Cannon. Im Rateteam ersetzte die britische Sängerin Rita Ora ihre Kollegin Nicole Scherzinger, die aufgrund anderweitiger Verpflichtungen für die Staffel nicht zur Verfügung stand. Ansonsten behielt das Rateteam mit dem Sänger Robin Thicke, der Moderatorin Jenny McCarthy sowie dem Schauspieler Ken Jeong seine aus den vorherigen zehn Staffeln gewohnte Besetzung bei. Siegerin wurde Vanessa Hudgens als Goldfish.

## Rateteam
| Folge | Ständige Mitglieder | Ständige Mitglieder | Ständige Mitglieder | Ständige Mitglieder |
| ----- | ------------------- | ------------------- | ------------------- | ------------------- |
| 1     | Robin Thicke        | Jenny McCarthy      | Ken Jeong           | Rita Ora            |
| 2     | Robin Thicke        | Jenny McCarthy      | Ken Jeong           | Rita Ora            |
| 3     | Robin Thicke        | Jenny McCarthy      | Ken Jeong           | Rita Ora            |
| 4     | Robin Thicke        | Jenny McCarthy      | Ken Jeong           | Rita Ora            |
| 5     | Robin Thicke        | Jenny McCarthy      | Ken Jeong           | Rita Ora            |
| 6     | Robin Thicke        | Jenny McCarthy      | Ken Jeong           | Rita Ora            |
| 7     | Robin Thicke        | Jenny McCarthy      | Ken Jeong           | Rita Ora            |
| 8     | Robin Thicke        | Jenny McCarthy      | Ken Jeong           | Rita Ora            |
| 9     | Robin Thicke        | Jenny McCarthy      | Ken Jeong           | Rita Ora            |
| 10    | Robin Thicke        | Jenny McCarthy      | Ken Jeong           | Rita Ora            |
| 11    | Robin Thicke        | Jenny McCarthy      | Ken Jeong           | Rita Ora            |
| 12    | Robin Thicke        | Jenny McCarthy      | Ken Jeong           | Rita Ora            |
| 13    | Robin Thicke        | Jenny McCarthy      | Ken Jeong           | Rita Ora            |

Heidi Montag, ihr Ehemann Spencer Pratt und Jill Whelan (Folge 4), die Transformers-Figuren Optimus Prime (gesprochen von Peter Cullen) und Bumblebee (Episode 6) sowie die ehemaligen Kandidatinnen Raven-Symoné Pearman und Carnie Wilson (Folge 8) hatten Gastauftritte, ohne Mitglied im Rateteam zu sein. Zudem sang die frühere Teilnehmerin LeAnn Rimes am Anfang der zweiten Episode ein Lied.

## Teilnehmer

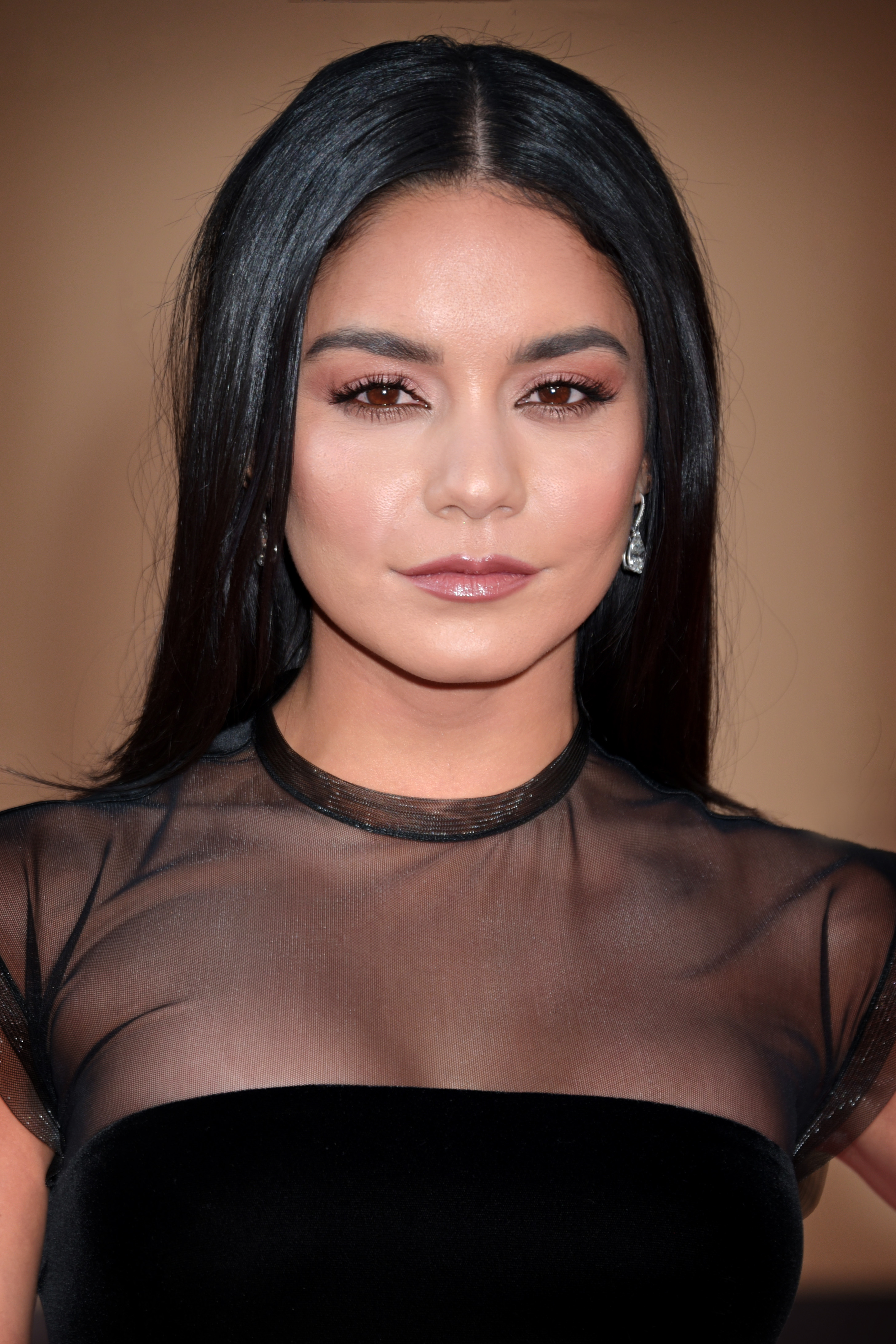
Vanessa Hudgens, Gewinnerin der elften Staffel

Laut Fox wurden die Kandidaten zusammen 22 mal für den Grammy und 33 mal für den Teen Choice Award nominiert, verkauften 108 Millionen Alben, davon elf Mal Platin, und waren in 326 Filmen zu sehen.
Ora entschied sich, die Ding Dong Keep It On Bell für die Kandidatin Poodle Mooth zu betätigen. Mit der Glocke können die Mitglieder des Rateteams seit der neunten Staffel eigentlich bereits ausgeschiedene Teilnehmende vor der Demaskierung bewahren.
| Platz | Kostüm                                              | Person                      | Bekannt als                                  | Aus in Folge | Quelle |
| ----- | --------------------------------------------------- | --------------------------- | -------------------------------------------- | ------------ | ------ |
| 1     | Goldfish (Goldfisch)                                | Vanessa Hudgens             | Sängerin, Schauspielerin                     | 13           | [ 12 ] |
| 2     | Gumball (Kaugummikugel)                             | Scott Porter                | Schauspieler                                 | 13           | [ 13 ] |
| 3     | Clock (Uhr)                                         | Thelma Houston              | Sängerin, Schauspielerin                     | 12           | [ 14 ] |
| 4     | Poodle Moth G (Venezolanische Pudelmotte)           | Chrissy Metz                | Schauspielerin                               | 10           | [ 15 ] |
| 5     | Beets (Rüben)                                       | Clay Aiken & Ruben Studdard | Sänger                                       | 9            | [ 16 ] |
| 6     | Seal WC (Robbe)                                     | Corey Feldman               | Musiker, Schauspieler                        | 9            | [ 17 ] |
| 7     | Miss Cleocatra                                      | Jenifer Lewis               | Schauspielerin                               | 8            | [ 18 ] |
| 8     | Starfish (Seestern)                                 | Kate Flannery               | Schauspielerin                               | 7            | [ 19 ] |
| 9     | Ugly Sweater (Hässlicher Pullover)                  | Charlie Wilson              | Musiker                                      | 7            | [ 20 ] |
| 10    | Koala WC                                            | DeMarcus Ware               | American-Football-Spieler                    | 6            | [ 21 ] |
| 11    | Lovebird (Unzertrennlicher)                         | Colton Underwood            | American-Football-Spieler, TV-Persönlichkeit | 6            | [ 22 ] |
| 12    | Lizard (Echse)                                      | Sisqó                       | Sänger                                       | 5            | [ 23 ] |
| 13    | Sir Lion WC (Zirkuslöwe)                            | Billy Bush                  | Moderator                                    | 4            | [ 24 ] |
| 14    | Spaghetti & Meatballs (Spaghetti & Fleischklößchen) | Joe Bastianich              | Gastronom, TV-Persönlichkeit                 | 3            | [ 25 ] |
| 15    | Afghan Hound (Afghanischer Windhund)                | Savannah Chrisley           | TV-Persönlichkeit                            | 2            | [ 26 ] |
| 16 1  | Book (Buch)                                         | Kevin Hart                  | Komiker, Schauspieler                        | 1            | [ 27 ] |

Metz war einige Jahre vor ihrer Teilnahme in der achten Folge der fünften Staffel Gastmitglied im Rateteam; Flannery präsentierte in der dritten Episode der zehnten Staffel einen Hinweis zur Kandidatin Gazelle (Janel Parrish).
Mehrere Teilnehmer sangen nach der Demaskierung nicht wie bei The Masked Singer sonst üblich ein vorher dargebotenes Lied, sondern eines ihrer eigenen. Das waren Sisqó (Thong Song), Wilson (You Dropped a Bomb on Me der von ihm gegründeten The GAP Band) und Houston (ihr Cover von Don’t Leave Me This Way, mit dem sie am Anfang ihrer Karriere bekannt wurde).

## Folgen
|   | Kostüm       | Lied, Originalinterpret  | Ergebnis     |                                      |
|   | Rita Ora 2   | Who Are You – The Who    | –            |                                      |
|   |              |                          |              | Indizien-Gegenstand                  |
| 1 | Goldfish     | Vampire – Olivia Rodrigo | Gewonnen     | Goldene Schallplatte                 |
| 2 | Starfish     | Material Girl – Madonna  | Gewonnen     | Uhr mit Aufschrift 50 billion        |
| 3 | Ugly Sweater | The Best – Bonnie Tyler  | Gewonnen     | Pullover mit Aufschrift featuring    |
| 4 | Lovebird     | Home – Phillip Phillips  | Gewonnen     | Fernseher mit Aufschrift leading man |
| 5 | Book         | So Sick – Ne-Yo          | Ausgestiegen | –                                    |

|           | Kostüm         | Lied, Originalinterpret                                               | Ergebnis      |                     |
|           | LeAnn Rimes 2  | Over the Rainbow – Judy Garland                                       | –             |                     |
|           |                |                                                                       |               | Indizien-Gegenstand |
| 1         | Gumball        | If I Only Had a Heart – Buddy Ebsen & Heartbeat Song – Kelly Clarkson | Vielleicht    | Herzförmige Uhr     |
| 2         | Miss Cleocatra | Stormy Weather – Ethel Waters                                         | Gewonnen      | Zauberstab          |
| 3         | Afghan Hound   | The Lion Sleeps Tonight – Solomon Linda                               | Vielleicht    | Tapferkeitsmedaille |
| 4         | Beets          | Home – Michael Bublé                                                  | Gewonnen      | Toto                |
| Smackdown |                |                                                                       |               |                     |
| 5         | Afghan Hound   | Ding-Dong! The Witch Is Dead – Billie Burke & Judy Garland            | Ausgeschieden |                     |
| 6         | Gumball        | Ding-Dong! The Witch Is Dead – Billie Burke & Judy Garland            | Gewonnen      |                     |

|           | Kostüm                | Billy-Joel-Lied             | Ergebnis      |                                     |
|           | Robin Thicke 2        | My Life                     | –             |                                     |
|           |                       |                             |               | Indizien-Gegenstand                 |
| 1         | Poodle Moth           | Just the Way You Are        | Gewonnen      | Baseball mit Aufschrift opry        |
| 2         | Clock                 | Piano Man                   | Gewonnen      | Pianoversion von Vienna             |
| 3         | Spaghetti & Meatballs | Only the Good Die Young     | Vielleicht    | Pizza mit Aufschrift showtime       |
| 4         | Lizard                | Uptown Girl                 | Vielleicht    | Postkarte mit Aufschrift billboards |
| Smackdown |                       |                             |               |                                     |
| 5         | Spaghetti & Meatballs | Movin’ Out (Anthony’s Song) | Ausgeschieden |                                     |
| 6         | Lizard                | Movin’ Out (Anthony’s Song) | Gewonnen      |                                     |

|           | Kostüm      | Lied, Originalinterpret                         | Ergebnis      |                                |
|           | Rateteam 2  | The Ballad of Gilligan’s Isle – The Wellingtons | –             |                                |
|           |             |                                                 |               | Indizien-Gegenstand            |
| 1         | Clock       | Good Times – Jim Gilstrap & Blinky              | Gewonnen      | Dampfer mit Herzaufdruck       |
| 2         | Poodle Moth | Unwritten – Natasha Bedingfield                 | Gewonnen      | Lied Where You Lead            |
| 3         | Lizard      | Scooby Doo, Where Are You? – Larry Marks        | Vielleicht    | Deutsche Dogge                 |
| 4         | Sir Lion    | Love and Marriage – Frank Sinatra               | Vielleicht    | Knochen mit Aufschrift co-star |
| Smackdown |             |                                                 |               |                                |
| 5         | Lizard      | Who Are You – The Who                           | Gewonnen      |                                |
| 6         | Sir Lion    | Who Are You – The Who                           | Ausgeschieden |                                |

|               | Kostüm            | Lied, Originalinterpret                                     | Ergebnis      |                                      |
|               | Gruppenfinalisten | Shower – Becky G                                            | –             |                                      |
|               |                   |                                                             |               | Indizien-Gegenstand                  |
| 1             | Clock             | Respect – Otis Redding                                      | Gewonnen      | Quietscheentchen mit Aufschrift Nick |
| 2             | Lizard            | Bring Me to Life – Evanescence                              | Ausgeschieden | Duschschwamm mit Aufschrift Rita     |
| 3             | Poodle Moth       | The House That Built Me – Miranda Lambert                   | Gewonnen      | Seifenstück mit Aufschrift Robin     |
| Battle Royale |                   |                                                             |               |                                      |
| 5             | Clock             | Ain’t No Mountain High Enough – Marvin Gaye & Tammi Terrell | Gewonnen      |                                      |
| 6             | Poodle Moth       | Ain’t No Mountain High Enough – Marvin Gaye & Tammi Terrell | Glocke        |                                      |

|   | Kostüm       | Lied, Originalinterpret                             | Ergebnis      |
| - | ------------ | --------------------------------------------------- | ------------- |
| 1 | Starfish     | 21 Guns – Green Day                                 | Gewonnen      |
| 2 | Ugly Sweater | Brick House – Commodores                            | Gewonnen      |
| 3 | Lovebird     | All That You Are – Goo Goo Dolls                    | Ausgeschieden |
| 4 | Goldfish     | Baby Come Back – Player                             | Gewonnen      |
| 5 | Koala        | Everybody Wants to Rule the World – Tears for Fears | Ausgeschieden |

|               | Kostüm            | Queen-Lied                 | Ergebnis      |                                |
|               | Gruppenfinalisten | We Are the Champions       | –             |                                |
|               |                   |                            |               | Indizien-Gegenstand            |
| 1             | Ugly Sweater      | I Want to Break Free       | Ausgeschieden | Fahrräder mit Cannons Namen    |
| 2             | Starfish          | Under Pressure 3           | Gewonnen      | Spielkarte mit McCarthys Namen |
| 3             | Goldfish          | The Show Must Go On        | Gewonnen      | Schriftrolle mit Jeongs Namen  |
| Battle Royale |                   |                            |               |                                |
| 5             | Goldfish          | Another One Bites the Dust | Gewonnen      |                                |
| 6             | Starfish          | Another One Bites the Dust | Ausgeschieden |                                |

|           | Kostüm         | Lied, Originalinterpret              | Ergebnis      |                                          |
|           | Rateteam 2     | Wannabe – Spice Girls                | –             |                                          |
|           |                |                                      |               | Indizien-Lied                            |
| 1         | Miss Cleocatra | Free Your Mind – En Vogue            | Vielleicht    | Stop! In the Name of Love – The Supremes |
| 2         | Beets          | I’m So Excited – The Pointer Sisters | Gewonnen      | Weak – SWV                               |
| 3         | Gumball        | Wide Open Spaces – The Chicks        | Gewonnen      | Don’t Cha – Tori Alamaze                 |
| 4         | Seal           | Hold On – Wilson Phillips            | Vielleicht    | Boss – Fifth Harmony                     |
| Smackdown |                |                                      |               |                                          |
| 5         | Miss Cleocatra | Waterfalls – TLC                     | Ausgeschieden |                                          |
| 6         | Seal           | Waterfalls – TLC                     | Gewonnen      |                                          |

|               | Kostüm            | Lied, Originalinterpret                                        | Ergebnis      |                                  |
|               | Gruppenfinalisten | It’s My Life – Bon Jovi                                        | –             |                                  |
|               |                   |                                                                |               | Indizien-Schallplattenaufschrift |
| 1             | Beets             | One Moment in Time – Whitney Houston                           | Gewonnen      | A Wild Night                     |
| 2             | Seal              | It’s Tricky – Run-D.M.C.                                       | Ausgeschieden | House Call                       |
| 3             | Gumball           | Carry On Wayward Son – Kansas                                  | Gewonnen      | Kenspiration                     |
| Battle Royale |                   |                                                                |               |                                  |
| 5             | Beets             | (I’ve Had) The Time of My Life – Bill Medley & Jennifer Warnes | Ausgeschieden |                                  |
| 6             | Gumball           | (I’ve Had) The Time of My Life – Bill Medley & Jennifer Warnes | Gewonnen      |                                  |

|           | Kostüm      | Lied, Originalinterpret           | Ergebnis      |
| --------- | ----------- | --------------------------------- | ------------- |
| 1         | Clock       | Get on Your Feet – Gloria Estefan | Gewonnen      |
| 2         | Gumball     | I’m Yours – Jason Mraz            | Vielleicht    |
| 3         | Poodle Moth | Price Tag – Jessie J              | Vielleicht    |
| 4         | Goldfish    | Unforgettable – Nat King Cole     | Gewonnen      |
| Smackdown |             |                                   |               |
| 5         | Poodle Moth | If I Could Turn Back Time – Cher  | Ausgeschieden |
| 6         | Gumball     | If I Could Turn Back Time – Cher  | Gewonnen      |

|   | Kostüm         | Lied, Originalinterpret        |
| - | -------------- | ------------------------------ |
|   | Halbfinalisten | Higher Love – Steve Winwood    |
|   |                |                                |
| 1 | Goldfish       | Let’s Stay Together – Al Green |
| 2 | Gumball        | Go the Distance – Roger Bart   |
| 3 | Clock          | We Are Family – Sister Sledge  |

|               | Kostüm   | Lied, Originalinterpret                        | Ergebnis      |                           |
|               |          |                                                |               | Indizien-Gegenstand       |
| 1             | Gumball  | I Lived – OneRepublic                          | —             | Arztkoffer, Cheerleaderin |
| 2             | Clock    | Dancing in the Street – Martha & the Vandellas | —             | Goldbarren, Rollschuhe    |
| 3             | Goldfish | You Oughta Know – Alanis Morissette            | —             | Anonymouse                |
| Battle Royale |          |                                                |               |                           |
| 4             | Gumball  | A Moment Like This – Kelly Clarkson            | Gewonnen      |                           |
| 5             | Clock    | A Moment Like This – Kelly Clarkson            | Ausgeschieden |                           |
| 6             | Goldfish | A Moment Like This – Kelly Clarkson            | Gewonnen      |                           |

|                   | Kostüm   | Lied, Originalinterpret                      | Ergebnis      |
| ----------------- | -------- | -------------------------------------------- | ------------- |
| 1                 | Gumball  | Latch – Disclosure feat. Sam Smith           | —             |
| 2                 | Goldfish | Heart of Glass – Blondie                     | —             |
| Zweiter Durchgang |          |                                              |               |
| 3                 | Gumball  | Renegade – Styx                              | Zweiter Platz |
| 4                 | Goldfish | Don’t Let the Sun Go Down on Me – Elton John | Gewinnerin    |

## Einschaltquoten
| Folge | Datum         | Live      | Live                | Quelle |
| Folge | Datum         | Zuschauer | Rating/Share(18–49) | Quelle |
| ----- | ------------- | --------- | ------------------- | ------ |
| 1     | 6. Mär. 2024  | 3,29 Mio. | 0,4/5               | [ 36 ] |
| 2     | 13. Mär. 2024 | 3,44 Mio. | 0,4/5               | [ 37 ] |
| 3     | 20. Mär. 2024 | 3,19 Mio. | 0,4/5               | [ 38 ] |
| 4     | 27. Mär. 2024 | 3,24 Mio. | 0,4/5               | [ 39 ] |
| 5     | 3. Apr. 2024  | 3,36 Mio. | 0,4/5               | [ 40 ] |
| 6     | 10. Apr. 2024 | 3,43 Mio. | 0,5/6               | [ 41 ] |
| 7     | 17. Apr. 2024 | 3,44 Mio. | 0,4/5               | [ 42 ] |
| 8     | 24. Apr. 2024 | 3,41 Mio. | 0,4/5               | [ 43 ] |
| 9     | 1. Mai 2024   | 2,95 Mio. | 0,4/5               | [ 44 ] |
| 10    | 8. Mai 2024   | 3,01 Mio. | 0,4/4               | [ 45 ] |
| 11    | 15. Mai 2024  | 2,77 Mio. | 0,4/4               | [ 46 ] |
| 12    | 15. Mai 2024  | 2,91 Mio. | 0,3/4               | [ 46 ] |
| 13    | 22. Mai 2024  | 2,99 Mio. | 0,4/4               | [ 47 ] |